# (6346) Syukumeguri
(6346) Syukumeguri est un astéroïde de la ceinture principale.

## Description
(6346) Syukumeguri est un astéroïde de la ceinture principale. Il fut découvert le 6 janvier 1995 à Oizumi par Takao Kobayashi. Il présente une orbite caractérisée par un demi-grand axe de 3,11 UA, une excentricité de 0,13 et une inclinaison de 7,4° par rapport à l'écliptique.

## Compléments